# 曲爱国
曲爱国（1962年6月—），山东烟台人，中国人民解放军少将，中华人民共和国军事历史学家。

## 生平
曲爱国毕业于北京大学历史系，长期在中国人民解放军军事科学院工作，是博士生导师、研究员。兼任中国孙子兵法研究会秘书长、中国军事科学学会军事历史分会会长。曾参与或组织编修《中国人民志愿军抗美援朝战史》等著作，并独立或合作撰写、参与编写20余部专著。
他曾任中国人民解放军军事科学院毛泽东军事思想研究所副所长。2013年1月4日，中国人民解放军军事科学院军事历史和百科研究部成立，曲爱国任部长。2017年7月，新调整组建的中国人民解放军军事科学院成立，曲爱国任副院长。